# Wolfgang Stark
Pour les articles homonymes, voir Stark.
 (décembre 2018).
Si vous disposez d'ouvrages ou d'articles de référence ou si vous connaissez des sites web de qualité traitant du thème abordé ici, merci de compléter l'article en donnant les références utiles à sa vérifiabilité et en les liant à la section « Notes et références ».
Wolfgang Stark  (né le 20 novembre 1969 à Landshut (Bavière, Allemagne) est un arbitre allemand de football.

## Carrière
Il a officié dans des compétitions majeures : 
- Ligue des champions de l'UEFA
- Ligue Europa dont la finale de l'édition 2011-2012
- Jeux olympiques d'été de 2008
- Coupe du monde de football de 2010. 
  - Argentine - Nigeria (1er tour) le 12 juin 2010
  - Slovénie - Angleterre (1er tour) le 23 juin 2010
  - Uruguay - Corée du Sud (8e de finale) le 26 juin 2010